# Lajos Kalános
Lajos Kalános (Simontornya, 2 januari 1932 – Naarden, 8 oktober 2013) was een Nederlandse cameraman van Hongaarse afkomst.
Kalános groeide op in Boedapest, waar hij tijdens zijn studie beschuldigd werd van samenzwering tegen het communistische bewind. Hij bracht vijf jaar in de gevangenis door. In 1956 slaagde hij er tijdens de Hongaarse opstand in om via Oostenrijk naar Nederland te vluchten. Hij vond werk in de kolenmijnen in Limburg en meldde zich na enige tijd als vrijwilliger bij het toenmalige Cinecentrum in Hilversum, omdat hij cameraman wilde worden
Van 1970 tot 1975 kwam hij in vaste dienst bij de TROS, waar hij toneelstukken, muziekprogramma's, sport en actualiteiten vastlegde en documentaires filmde. Vanwege zijn maatschappelijke betrokkenheid en zijn wens om het leed van de wereld in de huiskamer te brengen stapte hij over naar de KRO, waar hij de bekendste cameraman werd en grote wereldproblemen vanuit een maatschappelijke bewogenheid filmde. Hij maakte voor  de KRO samen met onder meer Fons de Poel en Aad van den Heuvel vele reportages, vaak in oorlogsgebieden. Ook ging hij met Pieter Varekamp van de AVRO mee naar oorlogsgebieden. Zijn bekendste opnamen zijn die van de schietpartij tijdens de begrafenis van aartsbisschop Óscar Romero in 1980. Deze reportage werd wereldwijd vertoond. In 1994 won Kalános met Brandpuntverslaggever André Nelis op het televisiefestival van New York een bronzen Award voor een documentaire over Jozef Kleinmann, die in Auschwitz door Josef Mengele werd onderworpen aan medische experimenten. In 2012 legde hij samen met journalist Frans Tervoort op tachtigjarige leeftijd zijn ervaringen vast in het boek De vluchteling.
Kalános stopte zijn werk voor de omroepen in 1993. Zijn laatste reportage was in Bosnië in dat jaar. In 2003 won hij een Gouden Beeld voor zijn gehele oeuvre. In 2007 beëindigde hij zijn werkzaamheden via zijn filmproductiebedrijf. Deze werden door zijn zoon voortgezet.